# Перн-ле-Фонтен (кантон)
Перн-ле-Фонте́н (фр. Pernes-les-Fontaines) — кантон во Франции, находится в регионе Прованс — Альпы — Лазурный Берег. Департамент кантона — Воклюз. Входит в состав округа Карпантрас. Население кантона на 2006 год составляло 17355 человек. 
Код INSEE кантона — 84 18. Всего в кантон Перн-ле-Фонтен входят 6 коммун, из них главной коммуной является Перн-ле-Фонтен.

## Коммуны кантона
| Коммуна         | Население | Почтовый индекс | Код INSEE |
| --------------- | --------- | --------------- | --------- |
| Ле-Босе         | 352       | 84210           | 84011     |
| Перн-ле-Фонтен  | 10.170    | 84210           | 84088     |
| Ла-Рок-сюр-Перн | 447       | 84210           | 84101     |
| Сен-Дидье       | 1847      | 84210           | 84108     |
| Веллерон        | 2829      | 84740           | 84142     |
| Венаск          | 966       | 84210           | 84143     |